# Mi familia perfecta
Mi familia perfecta est une telenovela américaine créée par José Vicente Spataro et produite par Telemundo Global Studios. Elle est diffusée entre le 9 avril 2018 et le 13 juillet 2018 sur Telemundo. Elle est diffusée en Afrique sur Telemundo Africa depuis Avril 2019.

## Synopsis
L'histoire de la famille Guerrero, cinq frères et sœurs luttant pour réaliser le rêve américain et aller de l'avant après la mort de leur père et la déportation de leur mère au Mexique. Les Guerrero doivent démontrer qu’ils sont une famille très unie pour faire face aux différents obstacles et situations rencontrés par les immigrants aux États-Unis. Dysfonctionnels mais toujours unis, ces frères et sœurs, El Patas, Rosa, Marisol, Julián et Lili, vivront la situation difficile de voir leur mère, Irma, prendre la douloureuse décision de les laisser à Houston, États-Unis pour leur assurer un meilleur avenir quand elle sera déportée au Mexique. À partir de ce moment, Les Guerrero devront se soutenir mutuellement pour surmonter les obstacles d'une famille immigrée aux États-Unis, réaliser le rêve américain et, en même temps, rester unis sous un même toit. Dans leur lutte, ils auront le soutien d'Erika Ramírez, une assistante sociale qui prend le cas de ces cinq frères et sœurs, et celui de Santiago Vélez, un entraîneur de football qui découvre le talent de Marisol en jouant au football. Grâce à sa passion pour ce sport, Marisol va réactiver la foi dans sa famille pour continuer à se battre pour ses rêves, peu importe les obstacles auxquels ils doivent faire face.

## Distribution
- Gala Montes : Marisol Guerrero
- Jorge Luis Moreno : José María "El Patas" Guerrero
- Sabrina Seara : Erika Ramírez
- Laura Chimaras : Rosa Guerrero
- Gabriel Tarantini : Julián Guerrero
- Ainhoa Paz : Liliana "Lili" Guerrero
- Laura Flores : Irma Solís
- Sonya Smith : Dakota Johnson
- Karla Monroig : Camila Pérez
- Mauricio Henao : Santiago Vélez
- Juan Pablo Shuk : Miguel Ángel Vélez
- Coraima Torres : Amparo de Vélez
- Daniela Navarro : Antonia Cadenas
- José Guillermo Cortines : Tito Pérez
- Beatriz Valdes : Mireya
- Beatriz Monroy : Francisca Rojas "Panchita"
- Roberto Plantier : Vicente Cadenas
- Estefany Oliveira : Megan Summers
- Natasha Domínguez : Ashley Johnson
- Michelle Taurel : Tiffany Johnson
- Jerry Rivera : Eddie Pérez
- Michelle de Andrade : Genesis Pérez
- Laura Vieira : Andrea Fox
- Paulina Matos : Penelope Díaz
- Ana Wolfermann : Sandra "Sandy" Ryan
- Francisco Rubio : Daniel Mendoza
- Ricardo Alamo : Rafael
- Victor Corona : Gregorio
- Fernando Pacanins : Reinaldo Vargas (licencié)
- Ana Sobero : Florinda
- Tasha Sulkowska : April Thomas
- Megaly Pefig : Animatrice du Centre de Réadaptation
- Jeffry Batista : Pachuco
- Carlos Acosta-Milian : Docteur Puig
- Anthony Alvarez : Derrick
- Enrique Montaño : Marcos
- Veronica Schneider : Alma Izaguirre
- Mathero Cruz : Danielito
- Diana Marcoccia : Martita
- Adrian Mas : Abogado Morrison
- Johnny Ray Giibs : Taxi Driver
- Luke Grande : Client
- Andy Guze : Johnny
- Diego Herrera : Maddox
- Grant Koo : Chino
- Noa Lindberg : Réceptionniste

## Autour de la série
"Menesis", est le mot-valise choisi par les fans pour désigner la relation amoureuse entre Megan (Estefany Oliveira) et Genesis (Michelle de Andrade).